# 셰이 기븐
셰이 존 제임스 기븐(Shay John James Given, 1976년 4월 20일 리퍼드 ~ )은 아일랜드의 전 축구 선수이다. 현재 EFL 챔피언십의 더비 카운티의 골키퍼 코치로 활동하고 있다.
아일랜드에서 태어난 그는 스코틀랜드의 셀틱에서 데뷔하여 잉글랜드의 블랙번 로버스로 이적 후 2번의 임대 생활을 거쳐 뉴캐슬 유나이티드에 정착하여 12년간 주전으로 뛰며 이름을 알렸고, 이후 맨체스터 시티를 거쳐 애스턴 빌라로 오게 되었다.
아일랜드 축구 국가대표팀에서 134번의 국제 경기에 출장해 FIFA 센추리 클럽에 가입되어 있으며, 아일랜드 국가대표로 뛴 선수들 중 가장 많은 출장 수를 기록하고 있었다. 그가 처음으로 출전한 국제 대회는 2002년 FIFA 월드컵이며, UEFA 유로 2012를 끝으로 국가대표팀에서 은퇴하였다. 하지만 2013년 1월 14일 번복 후, 2016년 7월 28일 재은퇴하였다.
또한 2001-02, 2005-06 시즌에 프리미어리그 올해의 팀에 선정된 바 있으며, 그 밖에 뉴캐슬 유나이티드 올해의 선수상과 아일랜드 축구 협회가 수상하는 올해의 아일랜드 축구 선수상을 수상했다.

## 클럽 경력

### 셀틱
1976년 아일랜드의 더니골주 리퍼드에서 태어난 그는 그 지역의 아마추어 팀인 리퍼드 셀틱에서 선수 생활을 시작했다. 아일랜드 축구 협회 주최의 청소년 대회 4강에서 던도크와의 경기에서 좋은 활약을 펼쳤고, 이때 스코틀랜드의 프로 축구팀인 셀틱의 눈에 띄게 되어 셀틱 유스팀의 프리 시즌 아일랜드 투어를 함께 하게 되었고, 그 다음 해 셀틱과 계약을 하게 되었다. 그러나 셀틱에는 이미 주전 골키퍼가 있었기에 1군 경기에 출장하는 것은 쉽지 않았고 계약이 만료되어 방출되고 만다.

### 블랙번 로버스
1994년 셀틱과 계약이 만료된 그는 자유계약으로 프리미어리그의 블랙번 로버스로 이적한다. 그러나 당시 블랙번은 프리미어리그에서 우승을 차지할 정도의 강팀이었고, 주전 골키퍼이자 잉글랜드 국가대표이던 팀 플라워스를 밀어낼 수 없었다. 그는 3부 리그의 스윈던 타운으로 임대를 가게 되었고, 블랙번으로 돌아오기 전까지 5경기를 출장했다. 1996년 1월에는 2부 리그 소속인 선덜랜드로 임대를 가게 된다. 임대 기간동안 17경기에 출장하여 12경기 무실점을 기록하며, 선덜랜드의 프리미어리그 승격에 큰 기여를 하게 된다.

### 뉴캐슬 유나이티드
그는 1997년 여름이적시장에서 뉴캐슬의 새 감독으로 임명된 케니 달글리시에 의해 150만 파운드에 뉴캐슬 유나이티드로 영입되었고, 1997년 8월 9일에 홈에서 셰필드 웬즈데이를 2:1로 이긴 경기에서 첫 경기를 치렀다. 이후 스티브 하퍼, 샤카 히즐롭, 파벨 스르니체크를 밀어내며 팀의 주전 골키퍼로 자리잡았고, FA컵 결승에도 출장했지만 아스널에 패해 트로피를 들지 못하였다.
2000년 12월에 열린 리즈 유나이티드와의 경기에서 입은 허벅지 부상으로 인해 스티브 하퍼에게 주전 자리를 내주고 마는데, 당시 감독이었던 보비 롭슨 경은 "모든 클럽은 뛰어난 주전 골키퍼와, 뛰어난 후보 골키퍼를 보유하고 있어야 하죠. 전 우리가 프리미어 리그에서 뛸만한 골키퍼 둘을 갖고 있다고 생각해요. 하퍼가 그걸 증명하죠."라는 발언을 했다. 이후 그는 서면으로 이적 요청을 하였지만 뉴캐슬은 그의 이적 요청을 거절했고, 결국 이적 요청을 철회했다. 이후 스티브 하퍼의 부상으로 기븐은 다시 주전이되었고 훗날 그는 "그때의 이적요청은 주전 팀에 포함되지 못하는 제 실망감과 낙담의 표현이었어요. 진짜로 떠날 생각은 없었습니다."라고 말했다.
그는 2001-02 시즌부터 2003-04 시즌까지 세 시즌 연속으로 전 경기 선발 출장을 기록한다. 또한 2002년에는 PFA 프리미어리그 올해의 팀에 선정되기도 했고, 2004년 9월 16일에 있었던 브네이 샤크닌과의 UEFA컵 경기에 출장함으로써 앨런 시어러가 갖고 있던 뉴캐슬의 유럽 대회 최다 출장 선수 기록도 갈아치웠다.

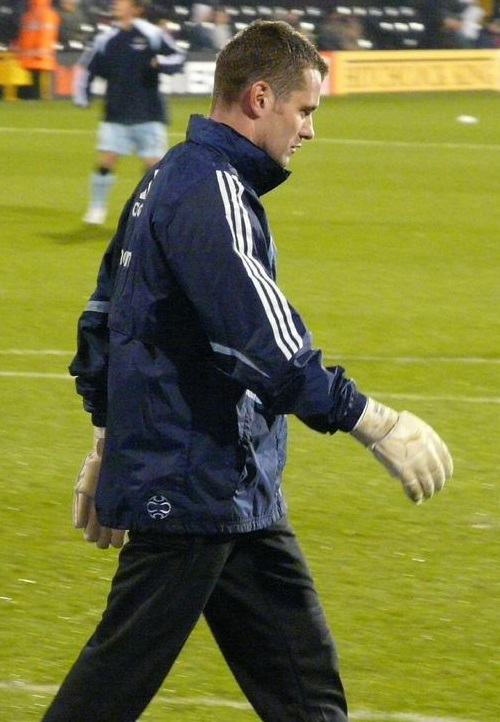
뉴캐슬 시절의 셰이 기븐

2005-06 시즌, 뉴캐슬은 여러 수비수들의 실책으로 리그 최악의 수비를 보여주고 있었다. 이때 그는 수차례의 선방을 기록하여 팀을 위기에서 구해낸다. 리그 초반 강등권이던 팀을 7위로 끌어올리는데 큰 기여를 하게 된 그는 뉴캐슬과 5년 재계약을 체결하였고, 시즌 종료 후 PFA 프리미어리그 올해의 팀에도 선정되었다.
2006년 9월 17일, 웨스트 햄 유나이티드와의 경기에서 상대팀의 공격수인 맬런 헤어우드와 부딪혀 대장이 1cm 찢어지는 부상을 당해 두 달여간 경기에 뛸 수 없게 된다. 당시 그를 담당했던 의사는 처음에 교통사고로 실려온 환자인 줄 알았다고 한다. 그는 2006년 11월 18일 아스널과의 경기에서 복귀하였고, 그 경기에서 수많은 선방을 기록하며 무승부를 이끌어냈다. 이후 2007년 1월 1일 경기에서 뉴캐슬 소속으로 400경기 출장을 달성한다.
그는 2007-08 시즌부터 2008-09 시즌 초반까지 부상으로 인해 많은 경기에 출전하지 못하였다. 그가 복귀할 쯤에 뉴캐슬은 주전 선수들의 부상과 감독 인선의 혼란 등 여러 요인이 겹쳐 상당히 불안정한 상태였고, 순위는 강등권에 머물고 있었다. 2009년 1월 2일, 리버풀과의 경기에서 5골을 허용하며 패했음에도 불구하고 엄청난 선방들을 보여줘 양팀 통틀어 최고 평점을 받는다. 그러나 그는 이 경기가 끝난 후 뉴캐슬 선수로 뛰는 것에 회의감을 느꼈고 그의 대변인은 "그가 클럽을 떠나고 싶어한다."라고 밝혔다. 이 소식을 들은 맨체스터 시티는 뉴캐슬에게 5백만 파운드의 이적료를 제시했지만 거절당한다. 하지만 뉴캐슬은 이적시장 막판에 맨체스터 시티의 제의를 받아 들여 기븐에게 개인협상을 할 수 있도록 했다. 결국 그는 2009년 2월 1일에 개인 협상이 완료되어 맨체스터 시티에 입단하게 되었다.

### 맨체스터 시티

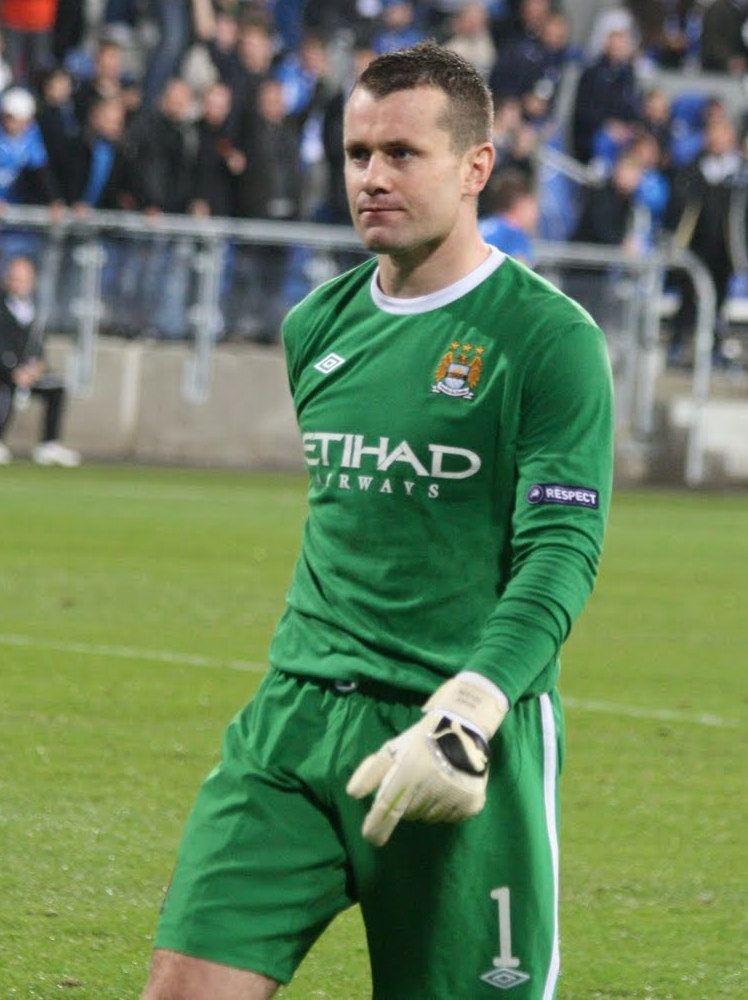
맨시티 시절의 셰이 기븐

그는 2009년 2월 5일에 공식적으로 맨체스터 시티로의 이적을 마무리 지었고, 등번호 37번을 배정받았다. 이적 후 기자회견에서 기븐은 그를 잡기 위해 큰 노력을 하지 않은 뉴캐슬의 경영진을 비판했고, "우승을 할 수 있는 클럽에서 뛰고 싶었습니다. 축구 선수로서의 인생은 짧기에 이 기회를 놓치면 후회할 거라 생각했습니다." 라고 말했다. 또한, "시티는 곧 도약할 것이고 이 계획에 제가 포함된 것을 아주 기쁘게 생각합니다."라고 말했다. 2009년 2월 7일의 미들즈브러와의 경기에서 데뷔전을 치른 그는 무실점을 기록하며 팀의 1:0 승리를 이끌어 냈고, 그 경기 최고의 선수로 선정되었다.
2009-10 시즌, 그는 경쟁자인 조 하트가 버밍엄 시티로 임대를 떠나게 되면서, 하트의 번호였던 1번을 배정받게 되었다. 2009년 10월 5일, 애스턴 빌라 전에서 리그 통산 400경기 출장을 기록한다. 이후 12월 5일에 열린 첼시와의 경기에서는 프랭크 램퍼드의 페널티킥을 막아내며 팀을 승리로 이끌었고, 이 경기 이후 데일리 텔레그래프의 축구 전문 기자인 헨리 윈터는 기븐을 '2000년대의 프리미어리그 골키퍼'라 칭했다. 2010년 4월 24일, 아스널과의 경기에서 부상을 당해 경기에 출전하지 못하게 되어 시즌을 마무리했다.
2010-11 시즌, 임대를 떠났던 조 하트가 기량이 상승하여 팀으로 복귀하게 되었고, 결국 그는 하트에게 주전 자리를 내주고 만다. 그는 리그에서는 단 한 경기도 출장하지 못하였고, 컵 경기와 유럽 대회를 합쳐 4경기 출장에 그치고 만다.

### 애스턴 빌라
주전 경쟁에서 밀린 그는 2011년 여름이적이장을 통해 애스턴 빌라로 이적하였다. 빌라와 함께 프리 시즌을 치른 그는 풀럼과의 리그 개막전에 선발 출장하였고 무실점을 기록했다.

## 국가대표팀 경력
그는 1996년에 처음으로 국가대표에 발탁되었고, 그 해 3월 27일에 열린 러시아와의 경기에서 데뷔전을 치렀다. 그리고 2002년 FIFA 월드컵에서 전 경기 출장하여 팀의 16강 진출에 기여하였다. 2006년 FIFA 월드컵 조별 예선에서도 대부분의 경기를 출장했으나 스위스와의 경기에서 무승부를 기록해 본선 진출에 실패하였다. 2007년 3월 28일의 슬로바키아 전에서 패키 보너의 아일랜드 축구 국가대표팀 80경기 출장과 동률을 이뤘고 2009년 10월 14일 2010년 FIFA 월드컵 조별 예선 몬테네그로와의 경기에서 100번째 출장을 달성하였다. 이후 UEFA 유로 2012에 참가하였고 16강 조별 예선 이탈리아 전을 마지막으로 국가대표팀에서 은퇴하였다. 그러나 그는 2013년 1월 14일, 조국의 2014년 브라질 월드컵 진출을 위해 뛰겠다고 하면서, 국가대표팀 복귀를 선언했다. 통산 134경기에 출장하여 55경기에서 무실점을 기록하였는데, 이는 아일랜드 국가대표로 뛴 선수들 중 가장 많은 출장 기록이었다.

## 사생활
그는 2001년 잉글랜드의 헥섬에서 제인 커닝엄과 로마 가톨릭식으로 결혼식을 올렸다. 이 부부의 결혼식에 당시 교황이던 요한 바오로 2세가 축복을 해주었다. 그는 1남 1녀의 자녀를 두고 있는데, 하나는 2004년에 태어난 남자 아이인 셰인이고, 또 하나는 2007년에 태어난 여자아이 시에나이다.
또한 2006년에 고향인 리퍼드에서 '더니골의 자유인 상'을 받았다. 또한 그가 5살 때 어머니가 암으로 사망하였기에 지속적으로 암환자들에게 기부를 하고 있고, 맥밀런 암환자 재단이 주최하는 '패션 킥스 (Fashion Kicks)'라는 이름의 패션쇼에도 많은 도움을 주고 있다.

## 경력 통계
2012년 10월 1일 기준
| 클럽              | 시즌    | 리그 | 리그 | 국내 컵 | 국내 컵 | 리그 컵 | 리그 컵 | 대륙 대회 | 대륙 대회 | 통산 | 통산 |
| 클럽              | 시즌    | 출장 | 득점 | 출장    | 득점    | 출장    | 득점    | 출장      | 득점      | 출장 | 득점 |
| ----------------- | ------- | ---- | ---- | ------- | ------- | ------- | ------- | --------- | --------- | ---- | ---- |
| 셀틱              | 1993-94 | 0    | 0    | 0       | 0       | 0       | 0       | 0         | 0         | 0    | 0    |
| 블랙번 로버스     | 1994-95 | 0    | 0    | 0       | 0       | 1       | 0       | 0         | 0         | 1    | 0    |
| 스윈던 타운       | 1995-96 | 5    | 0    | 0       | 0       | 0       | 0       | -         | -         | 5    | 0    |
| 선덜랜드          | 1995-96 | 17   | 0    | 0       | 0       | 0       | 0       | -         | -         | 17   | 0    |
| 블랙번 로버스     | 1996-97 | 2    | 0    | 0       | 0       | 0       | 0       | -         | -         | 2    | 0    |
| 뉴캐슬 유나이티드 | 1997-98 | 24   | 0    | 4       | 0       | 0       | 0       | 6         | 0         | 34   | 0    |
| 뉴캐슬 유나이티드 | 1998-99 | 31   | 0    | 6       | 0       | 2       | 0       | 1         | 0         | 40   | 0    |
| 뉴캐슬 유나이티드 | 1999-00 | 14   | 0    | 2       | 0       | 1       | 0       | 0         | 0         | 17   | 0    |
| 뉴캐슬 유나이티드 | 2000-01 | 34   | 0    | 0       | 0       | 1       | 0       | -         | -         | 35   | 0    |
| 뉴캐슬 유나이티드 | 2001-02 | 38   | 0    | 5       | 0       | 1       | 0       | 6         | 0         | 50   | 0    |
| 뉴캐슬 유나이티드 | 2002-03 | 38   | 0    | 0       | 0       | 12      | 0       | 3         | 0         | 51   | 0    |
| 뉴캐슬 유나이티드 | 2003-04 | 38   | 0    | 2       | 0       | 0       | 0       | 13        | 0         | 53   | 0    |
| 뉴캐슬 유나이티드 | 2004-05 | 36   | 0    | 3       | 0       | 1       | 0       | 12        | 0         | 52   | 0    |
| 뉴캐슬 유나이티드 | 2005-06 | 38   | 0    | 4       | 0       | 2       | 0       | 3         | 0         | 47   | 0    |
| 뉴캐슬 유나이티드 | 2006-07 | 22   | 0    | 2       | 0       | 1       | 0       | 8         | 0         | 33   | 0    |
| 뉴캐슬 유나이티드 | 2007-08 | 19   | 0    | 3       | 0       | 2       | 0       | -         | -         | 24   | 0    |
| 뉴캐슬 유나이티드 | 2008-09 | 22   | 0    | 2       | 0       | 2       | 0       | -         | -         | 26   | 0    |
| 맨체스터 시티     | 2008-09 | 15   | 0    | 0       | 0       | 0       | 0       | 6         | 0         | 21   | 0    |
| 맨체스터 시티     | 2009-10 | 35   | 0    | 3       | 0       | 6       | 0       | -         | -         | 44   | 0    |
| 맨체스터 시티     | 2010-11 | 0    | 0    | 0       | 0       | 1       | 0       | 3         | 0         | 4    | 0    |
| 애스턴 빌라       | 2011-12 | 32   | 0    | 1       | 0       | 1       | 0       | -         | -         | 34   | 0    |
| 애스턴 빌라       | 2012-13 | 2    | 0    | 0       | 0       | 1       | 0       | -         | -         | 3    | 0    |
| 통산              | 통산    | 462  | 0    | 38      | 0       | 23      | 0       | 70        | 0         | 593  | 0    |

## 수상 경력

### 클럽
블랙번 로버스
- 프리미어리그: 1994-95

선덜랜드
- 풋볼 리그 1부: 1995-96

맨체스터 시티
- FA컵: 2010-11

### 국가대표팀
- 네이션스컵: 2011

### 개인
- PFA 프리미어리그 올해의 팀: 2001-02, 2005-06

## 같이 보기
- A매치 100경기 이상 출전한 축구 선수 명단